# Long John Silver (album)
Long John Silver è il settimo album in studio pubblicato dai Jefferson Airplane, pubblicato il 20 luglio 1972.

## Tracce
Lato A
1. Long John Silver (testo: Grace Slick; musiche: Jack Casady) — 4:22
2. Aerie (Gang of Eagles) (testo e musiche: Slick) — 3:53
3. Twilight Double Leader (testo e musiche: Paul Kantner) — 4:42
4. Milk Train (testo: Slick; musiche: Papa John Creach, Roger Spotts) — 3:18
5. The Son of Jesus (testo e musiche: Kantner) — 5:27

Lato B
1. Easter? (testo e musiche: Slick) — 4:00
2. Trial by Fire (testo e musiche: Jorma Kaukonen) — 4:31
3. Alexander the Medium (testo e musiche: Kantner) — 6:38
4. Eat Starch Mom (testo: Slick; musiche: Kaukonen) — 4:34

## Formazione
Jefferson Airplane
- Grace Slick — voce, pianoforte
- Paul Kantner — voce, chitarra ritmica
- Jack Casady — basso
- Jorma Kaukonen — chitarra solista, voce
- Papa John Creach — violino elettrico
- John (Goatee) Barbata – batteria, tamburino, "against the grain stubble scraping"
- Joey Covington — batteria in Twilight Double Leader e The Son of Jesus

Musicisti addizionali
- Sammy Piazza — batteria in Trial by Fire

Crediti
- Jefferson Airplane — produttore, arrangiamenti
- Maurice — coordinatore della produzione
- Don Gooch — ingegnere del suono
- Steve Barncard — special thanks
- Pacific Eye & Ear — album concept, album design
- Bob Tanenbaum, Propella Rotini — illustrazioni
- Bruce Kinch — fotografia
- Borris — weed. AKA Mike Trudnich
- Registrato al Wally Heider Studios, San Francisco